# Dieter Höller
Dieter Höller (* 3. September 1938 in Bergheim; † 13. September 2013 in Filderstadt) war ein deutscher Fußballspieler. Im Premierenjahr der Fußball-Bundesliga, 1963/64, konnte er sich als Spieler des VfB Stuttgart mit 15 Toren gleichauf mit Gert Dörfel (Hamburger SV) und Christian Müller (1. FC Köln) im Vorderfeld der Torschützenliste platzieren.

## Laufbahn

### Amateurfußball und Oberliga Süd, 1956 bis 1963
Von 1956 bis 1960 spielte der junge Stürmer Dieter „Buschi“ Höller mit Jugend 07 Bergheim in der Landesliga Mittelrhein Fußball. Mit 22 Jahren wechselte er im Sommer 1960 zum VfB Stuttgart in die Oberliga Süd. Der zumeist als Rechtsaußen eingesetzte Neuzugang kam an der Seite von Nationalstürmer Rolf Geiger in seiner ersten Runde in Stuttgart auf 20 Einsätze und erzielte dabei elf Tore. Das erste Oberligaspiel absolvierte der Mann aus Bergheim am 14. August 1960 beim 3:1-Auswärtserfolg des VfB bei der SpVgg Fürth, wo ihm auch gleich ein Torerfolg gelang. Nach drei Jahren hatte er in der Oberliga 70 Spiele mit 29 Toren für die Schwaben beigesteuert und hatte damit seinen Anteil an der Nominierung des VfB für die neue Fußball-Bundesliga zur Runde 1963/64 beigetragen.

### Bundesliga mit dem VfB Stuttgart, 1963 bis 1966
Als Verstärkung für die Bundesliga startete das Stuttgarter Präsidium eine „Rückholaktion“. Die Ex-VfB-ler Rolf Geiger und Erwin Waldner kehrten aus Italien zurück und vom VfR Mannheim kam der Juniorennationalspieler Hans Arnold in das Neckarstadion. Gemeinsam erzielten die drei Spieler 17 Tore, Höller kam alleine auf 15 Treffer und wurde damit unangefochten Torschützenkönig des VfB Stuttgart, der im Premierenjahr der Bundesliga mit Trainer Kurt Baluses den 5. Platz belegen konnte. Im zweiten Jahr rutschten die Stuttgarter auf den 12. Rang zurück, Trainer Rudi Gutendorf hatte am 8. März 1965 Baluses abgelöst und Höller hatte nur noch sieben Treffer erzielt. Da auch die beiden Neuzugänge, Helmut Siebert und Helmut Huttary, lediglich insgesamt drei Treffer für die Schwaben beisteuerten, konnten auch die überraschenden neun Tore des Amateurzuganges Hartmut Weiß die Runde nicht ähnlich positiv wie im Startjahr gestalten. Im dritten Jahr Bundesliga kam Höller bei Trainer Gutendorf nur zu vier Einsätzen. Mit dem Auswärtsspiel am 18. Dezember 1965 beim 1. FC Kaiserslautern, der VfB gewann mit 2:1 Toren, beendete er seine Karriere in der Bundesliga. Zusammen mit Hans-Otto Peters, Willi Entenmann, Hans Arnold und Hartmut Weiß bildete Höller auf dem Betzenberg den Angriff der Schwaben. Für den VfB Stuttgart hatte Höller 60 Bundesligaspiele mit 23 Toren bestritten. Zwei internationale Einsätze kamen im Messe-Cup des Jahres 1964/65 bei den Begegnungen gegen Odense BK – zwei Tore zum 3:1-Sieg am 8. September 1964 – und gegen Dunfermline Athletic dazu. Zur Saison 1966/67 wechselte er zum SSV Reutlingen in die Regionalliga Süd.

### Regionalliga Süd, 1966 bis 1970
Der neue Verein SSV Reutlingen mit Trainer Richard Schneider und den Mitspielern Theo Diegelmann, Rolf Schafstall, Günther Kasperski, Ernst Kreuz und Rudolf Bast landete in der Runde 1966/67 auf dem 6. Rang in der Regionalliga Süd. Dieter Höller hatte in 22 Spielen vier Tore erzielt und spielte nur eine Saison im Stadion an der Kreuzeiche.
Von 1967 bis 1969 folgte die Station im bayerischen Unterfranken beim 1. FC Schweinfurt 05. In den zwei Runden im Willy-Sachs-Stadion kam Höller auf 56 Einsätze mit 14 Treffern und kam mit den 05ern auf die Plätze fünf und sechs.
Zur Runde 1969/70 unterschrieb der Routinier einen Vertrag beim Regionalligaaufsteiger VfR Heilbronn und wechselte in das Unterland. In 35 Einsätzen trug er dazu bei, dass der Aufsteiger mit dem 14. Rang den Klassenerhalt schaffte. Sein letztes Regionalligaspiel bestritt Höller am 3. Mai 1970 beim 2:1-Heimsieg gegen den ESV Ingolstadt-Ringsee. Insgesamt absolvierte Dieter Höller von 1966 bis 1970 in der Regionalliga Süd 113 Spiele mit 22 Toren.